# Juli 2006
Dit artikel geeft een chronologisch overzicht van alle belangrijke gebeurtenissen per dag in de maand juli van het jaar 2006.

## Gebeurtenissen

### 1 juli
- Voormalig Nederlands minister-president Ruud Lubbers wordt benoemd tot informateur. Hij zal trachten tot een derde Kabinet-Balkenende te komen dat slechts zal bestaan uit de partijen CDA en VVD. Omdat zij niet genoeg zetels voor een meerderheid in de Tweede Kamer hebben zal dit een minderheidskabinet worden.

### 2 juli
- De Israëlische premier Ehud Olmert heeft het Israëlische leger de volledige vrijheid in de Gazastrook gegeven om datgene te doen wat nodig is om de Israëlische soldaat Gilad Shalit terug te krijgen.
- De eerste uitslagen van de presidentsverkiezingen in Mexico wijzen op een minieme voorsprong van de conservatief Felipe Calderón op Andrés Manuel López Obrador.

### 3 juli
- Koningin Beatrix verleent de ministers Brinkhorst (EZ) en Pechtold (Bestuurlijke Vernieuwing) en staatssecretaris (Medy) van der Laan (OCW) op hun verzoek op de meest eervolle wijze ontslag.
- In de metro van Valencia ontspoort een treinstel als gevolg van het rijden met te hoge snelheid in een scherpe boog nabij metrostation Jesús. De trein reed 80 km/h waar 40 km/h was toegestaan. Er vallen 41 doden en 47 zwaargewonden bij dit ongeval.
- Een Israëlische militaire functionaris heeft het ultimatum verworpen van drie Palestijnse groepen die de 19-jarige Israëlische korporaal Gilad Shalit in gijzeling houden.

### 4 juli
- LPF-Kamerlid Margot Kraneveldt verlaat haar partij en stapt over naar de Partij van de Arbeid.

### 5 juli
- Noord-Korea heeft ten minste zeven raketten afgevuurd. Een ervan betrof de eerste proef met een intercontinentale raket. Hiermee heeft het de woede van de internationale gemeenschap over zich afgeroepen. De Veiligheidsraad van de Verenigde Naties komt in spoedzitting bijeen voor beraad over maatregelen tegen het land.

### 6 juli
- De fractievoorzitters van CDA en VVD willen dat het nieuwe kabinet-Balkenende zo veel mogelijk onderwerpen afhandelt. Zij gaan daarmee in tegen het advies van informateur Lubbers, die de formateur juist tot terughoudendheid heeft gemaand.
- Het Federaal Electoraal Instituut roept Felipe Calderón (PAN) uit tot winnaar van de Mexicaanse presidentsverkiezingen met een marge van 0,57%. Zijn tegenstander, Andrés Manuel López Obrador (PRD), kondigt aan de uitslag wegens onregelmatigheden niet te zullen accepteren en roept zijn aanhangers op om zaterdag 8 juli te demonstreren in Mexico-Stad.

### 7 juli
- Het Nederlandse minderheidskabinet Balkenende III (CDA-VVD) gaat van start. Het overleven tot de nieuwe verkiezingen op 22 november 2006 is mede afhankelijk van steun van andere partijen. Premier Jan Peter Balkenende (CDA) spreekt de regeringsverklaring uit.
- De Telegraaf meldt dat uit een geheim rapport blijkt dat de Nationale Recherche aanwijzingen heeft dat Volkert van der Graaf ook al verantwoordelijk is voor de liquidatie van een milieuambtenaar in 1996.
- Opening van de Fosshaugane Campus, een voetbalstadion in de Noorse plaats Sogndal in de provincie Sogn og Fjordane.

### 8 juli
- Bedplassen komt in Nederland voor bij 80.000 tot 160.000 volwassenen, twee keer zoveel mannen als vrouwen hebben er last van. Het leidt tot psychische en sociale problemen: zo blijven mannen vaak vrijgezel. Behandelingen daartegen kunnen echter dikwijls succesvol zijn.

### 9 juli
- Italië wordt voor de 4e keer wereldkampioen voetbal. De finale tegen Frankrijk eindigt na 120 minuten in 1-1. De Italianen nemen vervolgens de strafschoppen beter (5-4); de beslissende penalty wordt gescoord door Fabio Grosso.
- S7 Airlines Vlucht 778, een Airbus A310, schuift tegen een betonnen muur na de landing in Irkoetsk, Rusland. Ten minste 118 van de 192 inzittenden komen om.

### 10 juli
- De Russische autoriteiten maken bekend dat de Tsjetsjeense terrorist Sjamil Basajev samen met een aantal andere Tsjetsjeense strijders is omgekomen bij een militaire actie net over de grens in Ingoesjetië.
- In België wordt bij wet het Orgaan voor de Coördinatie en de Analyse van de Dreiging ingesteld.

### 11 juli
- Bij zeven gecoördineerde bomaanslagen in Mumbai, India, komen zeker 140 pendelaars om het leven.
- De Duitse stad Herzberg in de Harz krijgt de officiële titel "Herzberg am Harz - die Esperanto-stadt" (de Esperantostad), wat onder andere op het officiële briefpapier wordt vermeld. Esperanto wordt gebruikt in de contacten tussen Herzberg en het Poolse Góra en tevens zal in het kader van deze uitwisseling Esperanto officieel ondersteund worden.
- De Chinese atleet Liu Xiang verbetert het wereldrecord van Colin Jackson op de 110 meter horden tot 12,88.

### 12 juli
- De in Zuid-Libanon gevestigde Hezbollah-beweging ontvoert twee Israëlische soldaten bij een actie nabij de Shebaa-boerderijen. Dit gebied betreft een door Israël geannexeerd deel van de Syrische Golanhoogten, maar wordt door de Hezbollah als Libanees grondgebied geclaimd. De beweging wil die soldaten ruilen tegen gevangenen in Israël. Als vergelding valt Israël Libanon aan, waarbij onder andere de hoofdstad Beiroet wordt bestookt.
- Om 03:30 uur moeten 190 bewoners van Bos en Lommerplein in Amsterdam hun huizen verlaten. Dit op last van de burgemeester van de gemeente Amsterdam Cohen vanwege mogelijke constructiefouten, waardoor er een serieuze kans bestaat op instortingsgevaar.

### 13 juli
- Rusland zal volgens de Russische minister van financiën binnenkort lid mogen worden van de Wereldhandelsorganisatie (WTO). Dit is mogelijk geworden doordat de Verenigde Staten hun eis dat buitenlandse banken vrijelijk toegang moeten krijgen tot de Russische financiële sector alvorens Rusland het WTO-lidmaatschap kan verkrijgen, hebben laten vallen.

### 14 juli
- De OPEC maakt zich zorgen over de hoge olieprijs, die almaar blijft stijgen. Momenteel kost een vat olie tegen de 80 dollar, een record.
- In het Nationaal Park De Maasduinen in het Nederlandse Noord-Limburg woedt een grote brand. Deze is op drie afzonderlijke plaatsen ontstaan; de brandweer vermoedt brandstichting. In de Amerikaanse staat Californië in de buurt van de stad Los Angeles, is al dagen eveneens een grote bosbrand aan de gang die zich steeds verder uitbreidt.
- De Nederlandse detailhandel heeft het in de afgelopen maand mei buitengewoon goed gedaan. Ten opzichte van vorig jaar mei steeg de omzet met 12,3 procent wat zelden voorkomt. Extra koopdagen zouden hier mede aan ten grondslag liggen.

### 15 juli
- In de Morongovallei, zo'n 200 km ten oosten van Los Angeles in de Amerikaanse staat Californië, hebben twee enorme, aanvankelijk afzonderlijke bosbranden zich ondanks de inzet van 2700 spuitgasten weten te verenigen tot één immens laaiend inferno dat zich nu verder dreigt uit te breiden in de richting van het dichtbevolkte berggebied rond San Bernardino.
- In weerwil van wat Rusland op 13 juli aankondigde, blijven de Verenigde Staten toch dwarsliggen over de toetreding van Rusland tot de Wereldhandelsorganisatie (WTO). Onenigheid over de behandeling van Amerikaanse octrooien en auteursrechten in Rusland alsmede een geschil over de afzet van Amerikaanse producten in dat land zouden hier debet aan zijn.
- Belgische kerncentrales blijken volgens een inspectierapport de afgelopen anderhalf jaar onveiliger te zijn geworden door een verdubbeling van het aantal 'afwijkingen', de lichtste vorm van tekortkomingen.
- De Space Shuttle Discovery koppelt met succes los van het Internationaal ruimtestation ISS. Er is wel een lek vastgesteld bij een van de landingskrachtbronnen maar dat hoeft geen onoverkomelijke problemen op te leveren bij de terugkeer naar de aarde op 17 juli.
- De Ecuadoriaanse vulkaan Tungurahua barst uit en veroorzaakt een rookkolom van wel dertien kilometer hoogte. 5500 personen hebben het omliggende gebied moeten verlaten.
- David H., een negenjarige jongen uit Wallonië die sinds de avond tevoren werd vermist, wordt door een boerenechtpaar in een wegberm teruggevonden. Hij blijkt te zijn ontvoerd, aangerand en vastgebonden door een kennis van zijn ouders die hem zogenaamd bij zijn ouderlijk huis zou hebben afgezet. Ook heeft hij een hoofdwond opgelopen, al dan niet door de dader aangebracht. Zijn moeder sloeg alarm, waarna de politie met een grote zoektocht begon.

### 17 juli
- Een zeebeving voor de kust van het Indonesische eiland Java heeft een vloedgolf veroorzaakt met enkele honderden doden tot gevolg en allerlei vernielingen aan gebouwen. Zie zeebeving Java juli 2006.
- De als 'ontsnappingskoning' bekendstaande Albanees-Belgische topgangster Kapllan Murat keerde een dag tevoren niet uit penitentiair verlof terug en verschanst zich na een achtervolging over de autosnelweg E411 in het Waalse Waver in een doe-het-zelfzaak. Bij een inval in de avond blijkt hij te zijn verdwenen.

### 18 juli
- David Henriet, een negenjarig Waals slachtoffer van ontvoering en aanranding door Benoît Dewild, die op 15 juli werd teruggevonden, komt langzaam bij uit de kunstmatige coma waarin artsen hem bewust hadden gebracht om een genezing van een (al dan niet door de dader aangebrachte) hoofdwond te bevorderen.
- De Nijmeegse Vierdaagse wordt na één dag afgelast vanwege de extreme hitte. Twee mensen overlijden op de eerste dag. Nog eens honderden anderen zijn flauwgevallen en een dertigtal personen liggen nog in het ziekenhuis.
- In een woning in Ermelo worden de lijken gevonden van een politieagent en een vrouw. Het staat vast dat de twee door een misdrijf om het leven zijn gekomen.
- De politie in Italië heeft in het zuiden van Italië 113 Polen bevrijd. De Polen werden als slaven behandeld: ze werkten tegen een hongerloon vijftien uur per dag op het land en werden mishandeld als ze wilden vluchten.
- Op Rotterdam Airport raakt een Airbus (type A321) van de Turkse luchtvaartmaatschappij Onur Air beschadigd doordat het bij de landing met de staart de landingsbaan raakt.
- Een onderzoek wijst uit dat veel Nederlandse vrouwen bedenkingen hebben bij hun eigen lichaam en dat van andere vrouwen. Vooral op zwemgelegenheden (bijvoorbeeld op het strand en in het zwembad) ervaren nogal wat vrouwen zich als dik en wit. De Nederlandse mannen hebben minder last van dit soort negatieve gevoelens.
- Nabij de Imam Alimoskee in Koefa, Irak, ontploft een autobom, waardoor minstens 53 personen omkomen en 103 gewonden vallen, voornamelijk sjiitische moslims.

### 19 juli
- Bij het KNMI in De Bilt wordt 's ochtends om 09.20 officieel de tweede landelijke hittegolf van 2006 geregistreerd. Sinds 1948 is het niet meer voorgekomen dat een Nederlandse zomer meer dan één hittegolf heeft. Ook in België is de tweede hittegolf van het jaar een feit.

### 20 juli
- De grafkisten van de in 2004 vermoorde Nomads mogen niet worden opgegraven. Dat besluit de rechter in Amsterdam. De advocaten van de verdachten van de moorden vroegen hierom nadat de kroongetuige in de zaak, Angelo D., had gezegd dat de moordwapens weleens in de kisten van de Nomads konden liggen. De advocaten zeggen dat dit onzin is en wilden hiermee bewijzen dat de kroongetuige een leugenaar is.
- Bij een schietpartij in het Haagse Laakkwartier worden een man en een vrouw doodgeschoten. Hun anderhalf jaar oude peuter is getuige van het drama.

### 21 juli
- Nederlandse commando's hebben op een tiendaagse missie in het zuiden van Afghanistan achttien talibanstrijders gedood. Dit heeft generaal Dick Berlijn op een persconferentie gezegd. Van de Nederlandse commando's raakte niemand gewond.
- Het Israëlische leger lijkt zich gereed te maken voor een massaal grondoffensief in het zuiden van Libanon; zo worden er onder meer reservisten geroepen. De bombardementen gaan ondertussen onverminderd door. Zo'n 500.000 Libanezen zijn op de vlucht voor het geweld.
- De vrouw die op 18 juli samen met haar man thuis dood werd aangetroffen, blijkt door hem te zijn vermoord. Nadat hij met zijn dienstpistool zijn vrouw had doodgeschoten, sloeg hij met hetzelfde wapen de hand aan zichzelf.
- De Prijs voor de Democratie 2006 wordt toegekend aan Marcel De Meyer, Chris Bens en Carla Ronkes.

### 22 juli
- De Irakese premier Nouri Maliki tracht door middel van een verzoeningscommissie de (religieuze) gewelddadigheden te stoppen. Vandaag vindt de eerste vergadering plaats waarbij diverse groeperingen van allerlei pluimage aanwezig zijn.
- Na twintig jaar beëindigt Dennis Bergkamp zijn carrière met een afscheidswedstrijd tussen zijn ploeg, Arsenal FC, en AFC Ajax, die door eerstgenoemde gewonnen wordt.

### 23 juli
- In Engeland wordt een levensgroot opblaasbaar kunstwerk van pvc waar men in kan lopen door een windvlaag van zijn plaats gerukt en tien meter hoog de lucht ingevoerd; twee in het kunstwerk aanwezige personen komen hierbij om, twaalf anderen raken gewond.
- Bij twee bomaanslagen in Irak, één in de wijk Sadr-stad van Bagdad, waar veel sjiieten wonen, en één in de noordelijke stad Kirkoek, waar voornamelijk Koerden wonen, vallen meer dan vijftig doden.
- De Amerikaan Floyd Landis wint de Tour de France voor zijn ploeg Phonak.

### 24 juli
- De organisatie van de Drentse Fiets4daagse heeft in overleg met de GGD het evenement wegens te grote gezondheidsrisico's door de extreem hoge temperaturen afgelast.

### 25 juli
- Bij een Israëlisch bombardement op een UNIFIL-post in Zuid-Libanon komen ondanks herhaalde oproepen van diezelfde VN aan het Israëlische leger om het bombardement te stoppen vier VN-soldaten om het leven.

### 26 juli
- In Afghanistan stort een helikopter neer. Alle zestien inzittenden, onder wie ook twee Nederlandse militairen, komen om.
- Alan García Pérez volgt Alejandro Toledo op als president van Peru.

### 27 juli
- Volgens zijn ploeg Phonak is de Amerikaan Floyd Landis na de door hem gewonnen 17e etappe van de Ronde van Frankrijk 2006 op dopinggebruik betrapt. Er zou te veel testosteron in zijn bloed zitten. Er zal wel nog een tegenexpertise worden uitgevoerd, doch de renner zelf ontkent vooralsnog. Hij is mede door deze overwinning enkele dagen later ook de winnaar van de Tour geworden.
- Een Russische helikopter met aan boord twee Nederlandse militairen stort neer in Afghanistan. Alle inzittenden overlijden.

### 28 juli
- De Noord-Drentse plaats Eelde heeft al jaren last van een paar honderd Russische rattenslangen die vooral bij het plaatselijke vliegveld Eelde rondkruipen. Deze ongeveer twee meter lang wordende slangen zijn niet gevaarlijk voor mensen.
- De voortvluchtige gangster Murat Kapllan wordt na een korte achtervolging in Dilbeek nabij Brussel gearresteerd.
- Een vrij nieuw medicijn tegen lymfeklierkanker blijkt ook bij reuma goed aan te slaan. Het geneesmiddel MabThera (de werkzame stof is rituximab) is deze week door de Europese Commissie goedgekeurd voor het behandelen van patiënten met een zware vorm van reuma.

### 29 juli
- 'Zwarte zaterdag' zorgt in Europa ook dit jaar weer voor zeer lange files. In Frankrijk zijn de files bij elkaar opgeteld zeshonderd kilometer lang.
- 29 - In het Italiaanse Florence wordt een week lang een Universeel Esperantocongres gehouden.

### 30 juli
- Volgens secretaris-generaal van de Verenigde Naties Kofi Annan zijn bij een Israëlische luchtaanval op het Zuid-Libanese dorpje Qana minstens 54 burgers omgekomen, onder wie 37 kinderen.[1]
- De Iraanse president Mahmoud Ahmadinejad wil in zijn land woorden van westerse herkomst terugdringen ten gunste van woorden van Perzische origine. Overheids- en culturele organisaties behoren voortaan in plaats van bijvoorbeeld chat de woorden 'kort gesprek' te hanteren en 'buigzame broden' te zeggen of te schrijven wanneer ze pizza's bedoelen.

### 31 juli
- Volgens een onderzoek van de Radboud Universiteit Nijmegen is het slecht gesteld met de taalbeheersing van de Nederlanders. Vooral jongeren beheersen de talen van de hen omringende landen alsook die van hun eigen land niet goed.
- Dit blijkt de warmste juli ooit te zijn geweest in Nederland en België sinds de metingen in 1706 begonnen. In De Bilt was de gemiddelde temperatuur 22,3 °C, vierenhalve graad boven het langjarig gemiddelde voor de maand juli. In Ukkel bedroeg de gemiddelde temperatuur zelfs 23,0 °C.
- Raúl Castro, de broer van Fidel Castro, krijgt de macht over Cuba nadat Fidel een zware operatie heeft ondergaan.

## Weerextremen
- Juli 2006 is in Nederland en België de warmste maand geweest sinds de metingen begonnen. In De Bilt was de gemiddelde temperatuur 22,3° en in Ukkel 23,0°. Als gevolg van de hoge temperaturen zijn er enkele honderden mensen meer overleden dan gemiddeld in juli.

<< · januari · februari · maart · april · mei · juni · juli · augustus · september · oktober · november · december · >>